# IJslandse namen

Een simpele stamboom die het gebruik van patroniemen illustreert. De doorgegeven naam is onderstreept.

IJslandse namen zijn patroniemen waarbij de naam van de vader (soms de moeder) van een persoon wordt verbogen in de genitief en gevolgd wordt door son (zoon), dóttir (dochter) of bur (kind). Het zijn dus geen echte familienamen of (post-Napoleonistische) achternamen.
Bijvoorbeeld: als in IJsland een man die Jón Einarsson heet een zoon Ólafur heeft, dan krijgt Ólafur niet "Einarsson" achter zijn naam, net als zijn vader, maar Jónsson — wat letterlijk "zoon van Jón" betekent (vergelijk het Nederlandse: Janszoon/Janssen). Hetzelfde geldt voor vrouwen: een dochter van Jón, bijvoorbeeld Sigríður, zal achter haar naam het achtervoegsel Jónsdóttir krijgen, "Jónsdochter".
Als gevolg van deze methode van naamgeven is het mogelijk dat in een gezin van vier personen allen een verschillend achtervoegsel achter hun naam hebben. Bijvoorbeeld: de ouders heten Jón (Einarsson) en Bryndís (Atladóttir) en hun kinderen Ólafur Jónsson en Sigríður Jónsdóttir. De achtervoegsels, zowel patroniemen als familienamen, zijn van secundaire betekenis. Het achtervoegsel kan niet los van de "voornaam" worden gebruikt; men kan niet spreken van meneer Gíslason of mevrouw Gunnarsdóttir. Om die reden spreken IJslanders elkaar aan bij de voornaam, ook indien het om hoger geplaatsten, gezagsdragers of ouderen gaat.

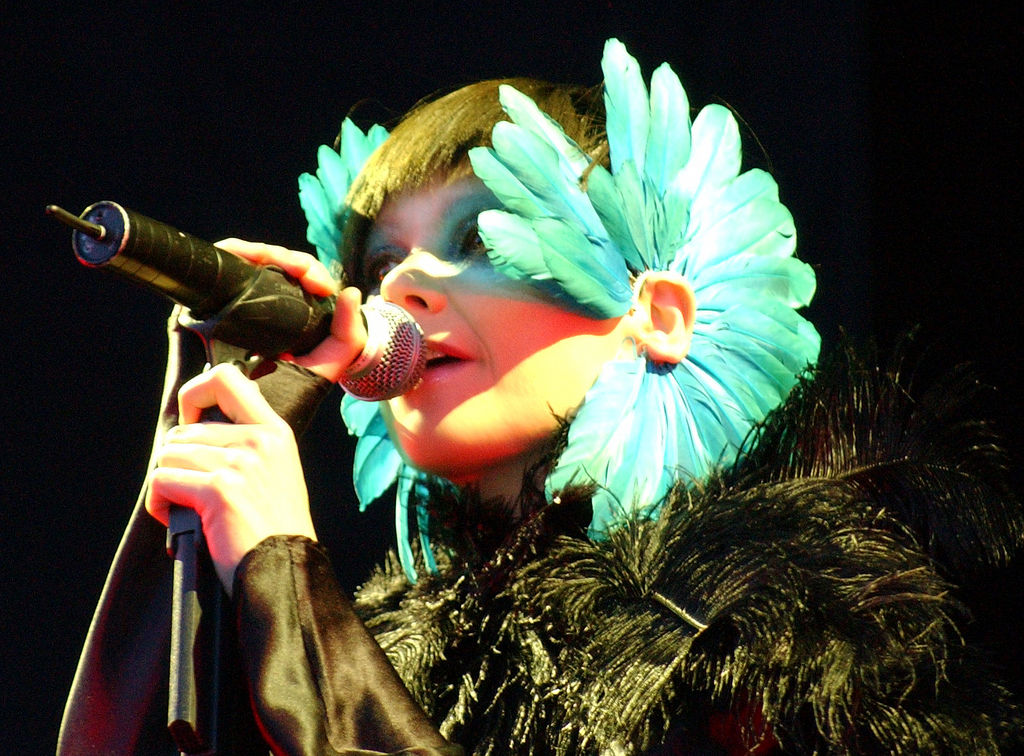
Björk Guðmundsdóttir

Lijsten met namen, zoals het telefoonboek, zijn derhalve op "voornaam" gerangschikt. Een voorbeeld van dit gebruik is Björk. Björk wordt vaak ten onrechte gezien als een artiestennaam, zoals Sting. Maar Björk Guðmundsdóttir (haar volledige naam) wordt door iedere IJslander als Björk aangesproken, zowel formeel als vriendschappelijk.
|  |                                      |
|  | Björk Guðmundsdóttir (download·info) |

Alle IJslanders spreken elkaar met þú (jij) aan. Een uitzondering wordt alleen gemaakt voor God en voor de president van IJsland. Hun aanspreektitel is þér (u).
Als de vader onbekend was, of indien de vader recent na de geboorte van het kind was komen te overlijden, dan wordt de naam van de moeder gebruikt voor het samenstellen van de naam van het kind. Sinds enige tijd is dit ook mogelijk zonder dat deze gebeurtenissen hebben plaatsgevonden. Zowel de moeder alleen als beide ouders samen mogen dit beslissen. Een dergelijke toevoeging aan de naam heet een metroniem.
Toch komen familienamen wel voor in IJsland en deze zijn volwaardige achternamen. Tussen 1913 en 1925 bestond er een wettelijke mogelijkheid om een familienaam aan te nemen. Wie daar gebruik van maakte, mag zijn naam houden; hun afstammelingen erven hem. Het bekendste voorbeeld daarvan is voetballer Eiður Guðjohnsen. Hij erfde deze familienaam van zijn vader Arnór Guðjohnsen, een oud-voetballer. Alle IJslanders bezitten een patroniem, maar velen met een familienaam gebruiken die niet. Doet men dat wel, dan is de volgorde: voornaam, familienaam, patroniem. Bijvoorbeeld: Ragnheiður, de dochter van Magnús Blöndal, heet dus voluit Ragnheiður Blöndal (Magnúsdóttir).
familienaam · voornaam · antroponymie